# Halowe Mistrzostwa Świata w Lekkoatletyce 2022 – skok wzwyż kobiet
Skok wzwyż kobiet – jedna z konkurencji technicznych rozgrywanych podczas halowych lekkoatletycznych mistrzostw świata w Štark Arena w Belgradzie.
Tytułu mistrzowskiego z 2018 nie broniła Marija Łasickiene.

## Terminarz
| Data     | Godzina |       |
| -------- | ------- | ----- |
| 19 marca | 11:05   | Finał |

## Rekordy
W poniższej tabeli przedstawiono (według stanu przed rozpoczęciem mistrzostw) halowe rekordy świata, poszczególnych kontynentów, halowych mistrzostw świata oraz najlepszy wynik na listach światowych w 2022.
|                                   | Zawodniczka        | Wynik | Miejsce          | Data                |
| --------------------------------- | ------------------ | ----- | ---------------- | ------------------- |
| Halowy rekord świata              | Kajsa Bergqvist    | 2,08  | Arnstadt         | 4 lutego 2006(dts)  |
| Rekord halowych mistrzostw świata | Stefka Kostadinowa | 2,05  | Arnstadt         | 8 marca 1987(dts)   |
| Halowy rekord Afryki              | Hestrie Cloete     | 1,97  | Birmingham       | 18 lutego 2001(dts) |
| Halowy rekord Ameryki Południowej | Solange Witteveen  | 1,94  | Brno             | 9 lutego 2000(dts)  |
| Halowy rekord Ameryki Północnej   | Chaunté Howard     | 2,02  | Albuquerque      | 26 lutego 2012(dts) |
| Halowy rekord Australii i Oceanii | Alison Inverarity  | 1,97  | Toronto          | 19 marca 1993(dts)  |
| Halowy rekord Azji                | Swietłana Zalewska | 1,98  | Athlone          | 18 lutego 2015(dts) |
| Halowy rekord Europy              | Kajsa Bergqvist    | 2,08  | Arnstadt         | 4 lutego 2006(dts)  |
| Listy światowe                    | Eleanor Patterson  | 1,99  | Bańska Bystrzyca | 15 lutego 2022(dts) |

## Wyniki
| WR – rekord świata \| CR – rekord mistrzostw świata \| NR – rekord kraju \| AR – rekord kontynentu \| WL – najlepszy wynik na listach światowych w sezonie 2022 \| SB – najlepszy wynik w sezonie \| PB – rekord życiowy |

### Finał
Źródło: World Athletics.
| Pozycja | Zawodniczka         | Reprezentacja     | 1,84 | 1,88 | 1,92 | 1,95 | 1,98 | 2,00 | 2,02 | 2,04 | Wynik | Uwagi |
| ------- | ------------------- | ----------------- | ---- | ---- | ---- | ---- | ---- | ---- | ---- | ---- | ----- | ----- |
| 01 !    | Jarosława Mahuczich | Ukraina           | -    | o    | xo   | o    | o    | xxo  | o    | xxx  | 2,02  | WL    |
| 02 !    | Eleanor Patterson   | Australia         | o    | o    | o    | o    | xo   | xo   | x-   | xx   | 2,00  | AR    |
| 03 !    | Nadieżda Dubowicka  | Kazachstan        | o    | o    | o    | o    | o    | xxx  |      |      | 1,98  | =     |
| 4.      | Marija Vuković      | Czarnogóra        | xo   | o    | xo   | o    | xxx  |      |      |      | 1,95  |       |
| 5.      | Iryna Heraszczenko  | Ukraina           | o    | o    | o    | xxx  |      |      |      |      | 1,92  |       |
| 6.      | Elena Vallortigara  | Włochy            | o    | o    | xxo  | xxx  |      |      |      |      | 1,92  | SB    |
| 6.      | Safina Sadullayeva  | Uzbekistan        | o    | o    | xxo  | xxx  |      |      |      |      | 1,92  |       |
| 8.      | Mireła Demirewa     | Bułgaria          | o    | o    | xxx  |      |      |      |      |      | 1,88  |       |
| 9.      | Angelina Topić      | Serbia            | o    | xo   | xxx  |      |      |      |      |      | 1,88  |       |
| 10.     | Svetlana Radzivil   | Uzbekistan        | xo   | xxx  |      |      |      |      |      |      | 1,84  | SB    |
| 10.     | Emily Borthwick     | Wielka Brytania   | xo   | xxx  |      |      |      |      |      |      | 1,84  |       |
| 12.     | Rachel McCoy        | Stany Zjednoczone | xxo  | xxx  |      |      |      |      |      |      | 1,84  |       |